# Ischnauchen costatus
Ischnauchen costatus là một loài bọ cánh cứng trong họ Cerambycidae.